# Jim Mazurkiewicz
Jim Mazurkiewicz (ur. 17 września 1955 r. w Houston, Teksas, USA) – amerykański profesor Teksańskiego Uniwersytetu Rolniczego i Mechanicznego. 

## Życiorys
Jest potomkiem polskich emigrantów do Stanów Zjednoczonych w piątym pokoleniu. Jest ekspertem w zakresie nauk o zwierzętach, specjalistą w dziedzinie chowu i hodowli zwierząt, ekonomistą, doradcą rolnym, nauczycielem, pedagogiem oraz działaczem społecznym. Ukończył Teksański Uniwersytet Rolniczy i Mechaniczny (TAMU) w College Station (tytuł inżyniera zootechniki w 1977 r.) oraz Teksański Uniwersytet Techniczny w Lubbock (tytuł magistra w dziedzinie edukacji rolniczej w 1986 r.).
W 1995 r. uzyskał stopień doktora nauk zootechnicznych, a od 1988 r. pełnił funkcję profesora Teksańskiego Uniwersytetu Rolniczego i Mechanicznego. W 2016 otrzymał Krzyż Kawalerski Orderu Zasługi Polskiej Rzeczypospolitej Polskiej. W 2021 otrzymał tytuł doktora honoris causa Szkoły Głównej Gospodarstwa Wiejskiego w Warszawie. W 2024 został członkiem rady programowej Our Future Foundation.